# 은진 구씨
은진 구씨(恩津邱氏)는 충청남도 논산시 은진면을 본관으로 하는 한국의 성씨이다.

## 역사
중국에서 공자의 휘가 ‘구(丘)’였기 때문에 이를 피하여 구씨(丘氏)가 구씨(邱氏)로 개성한 예가 간혹 있었다고 전한다.
은진 구씨의 유래는 알 수 없으나 1930년대 초 중추원(中樞院) 호적부 조사에서 경상북도 김천군 농소면에서 처음으로 1가구가 나타났다. 1960년도 조사에서 경북에 14명, 강원도에 2명 등 모두 16명이 거주하고 있었다.
구(邱)씨는 2015년 대한민국 통계청 인구조사에서 83명으로 조사되었는데, 이 중 은진(恩津)을 본관으로 하는 인구는 69명이다.

## 참고 자료
- “은진구씨(恩津邱氏)”. 뿌리를 찾아서.[깨진 링크(과거 내용 찾기)]